# AN/ALQ-101

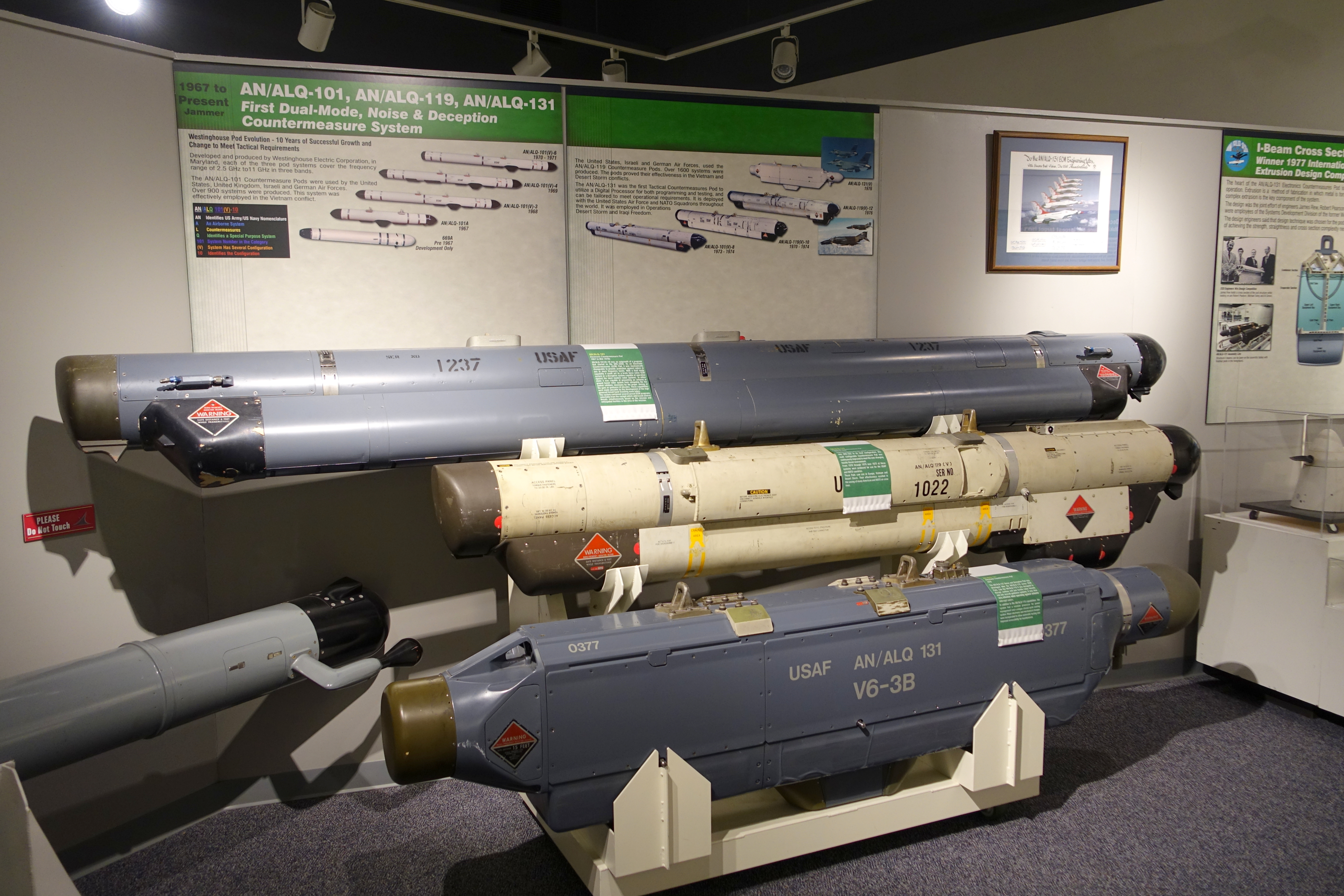
ECM-Störgondeln AN/ALQ-101, AN/ALQ-119 und AN/ALQ-131 im National Electronics Museum. (Der AN/ALQ-101 ist der hintere der drei Behälter.)

Der Störbehälter AN/ALQ-101 (JETDS-Bezeichnung) wurde von Kampfflugzeugen mitgeführt, um Elektronische Gegenmaßnahmen zum Selbstschutz einsetzen zu können. Er wurde von der Firma Westinghouse (heute Northrop Grumman) produziert und war mehr als vier Jahrzehnte bei einer Reihe von Luftstreitkräften im aktiven Dienst. Er war einer der am weitesten verbreiteten Störbehälter in der westlichen Welt.

## Beschreibung
Der AN/ALQ-101 schützt Kampfflugzeuge gegen Bedrohung durch radargesteuerte Luftabwehrsysteme. Er kann sowohl durch Rauschstören als auch durch Täuschantwortstören die Wirkung und Genauigkeit von Radargeräten zur Zielerfassung, Zielverfolgung sowie die Raketenlenkung beeinträchtigen und so das Trägerflugzeug vor einem direkten Treffer schützen. In der neuesten Variante deckt der AN/ALQ-101 Bedrohungen im E/J-Band ab.
Er wird an Außenträgern der Flugzeuge angebracht, erfordert dort jedoch eine entsprechende Verkabelung.
Im Behälter befinden sich Empfänger und Sender mit Wanderfeldröhren sowie eine programmierbare elektronische Steuerung. Die Antennen sind vorne und hinten angebracht. Die Kühlung der Elektronik erfolgt durch das Verdampfen von mitgeführtem destillierten Wasser.
Bedient wird der AN/ALQ-101 über ein Panel im Cockpit, über das voreingestellte Programme abgerufen werden können.
Die Bezeichnung AN/ALQ-101 leitet sich aus der Systematik des amerikanischen MIL STD-196 ab.
Im Umgangssprachgebrauch wird an Stelle des Begriffs „Störbehälter“ zumeist der englische Begriff „ECM-Pod“ verwendet.

## Entwicklung
Als im Vietnamkrieg die US-amerikanischen Flugzeugverluste durch das S-75-Flugabwehrraketensystem immer mehr anstiegen, wurde 1966 zum Selbstschutz der Störsender QRC-335 im Rahmen des Quick Reaction Capability-Programms (QRC) entwickelt. Das Projekt trug die Bezeichnung Sesame Seed. Der QRC-335 kam ab 1968 in Vietnam zum Einsatz. Aus dem Projekt QRC-335 entstand als serienreifes ECM-System der AN/ALQ-101. Die erste Version deckte den Frequenzbandbereich E bis H (2 bis 8 GHz) ab.
Der AN/ALQ-101 wurde im Laufe der Jahre immer wieder an veränderte Bedrohungslagen angepasst. Dabei erfolgte unter anderem eine Erweiterung des Arbeitsbereiches bis in das J-Band (20 GHz). Die letzte Variante war der AN/ALQ-101 (V)-10.
Die Erfahrungen aus der Entwicklung des AN/ALQ-101 waren ab etwa 1970 Basis der Entwicklung des AN/ALQ-119. Dieser wird in einigen Quellen als Nachfolgemodell bezeichnet, in der Praxis jedoch befanden sich in den Folgejahren beide Systeme zeitgleich in der Nutzung. So wurde in der Luftwaffe der AN/ALQ-101 in den mit der F-4F Phantom II ausgestatteten Jagd- und Jagdbombergeschwadern genutzt, während die mit RF-4E ausgerüsteten Aufklärungsgeschwader über den AN/ALQ-119 verfügten.
Zuletzt wurde der AN/ALQ-101 im Jahr 1991 in geringer Stückzahl während der Operation Desert Storm eingesetzt.
Die US-Luftwaffe musterte den AN/ALQ-101 ab dem Jahr 1992 aus.

## Technische Daten
- Länge: 3,90 m
- Breite: 250 mm
- Gewicht: ca. 245 kg
- Frequenzbereich AN/ALQ-101(V)8:  2,6–16,5 GHz[9]
- Leistungsaufnahme AN/ALQ-101(V)8: 6 kVA

## Trägerflugzeuge
- F-4 Phantom II
- SEPECAT Jaguar
- A-7 Corsair II
- F-5 E Tiger II
- General Dynamics F-111
- Blackburn Buccaneer
- Avro Vulcan

## Nutzer
- Deutschland
- Israel
- Vereinigte Staaten
- Vereinigtes Königreich